# Kurdžips
Il Kurdžips (in russo Курджипс?; in lingua adighè: Къуршыпс) è un fiume della Russia europea meridionale, affluente di sinistra della Belaja. Scorre nel Majkopskij rajon dell'Adighezia e nel Apšeronskij rajon del Territorio di Krasnodar.
Ha origine sugli altopiani Lago-Naki, nel versante orientale della catena Abadzeš, e da alcune sorgenti sui contrafforti settentrionali del monte Ošten. Il fiume si fa strada attraverso bellissimi canyon. Quasi tutta la valle del fiume è ricoperta da foreste, di abete del Caucaso nell'alto corso e di specie decidue nella parte bassa. Sfocia nella Belaja a 114 km dalla foce, a sud-ovest di Majkop. La lunghezza del fiume è di 100 km. L'area del suo bacino è di 768 km².